# Licinius (évêque)
Pour les articles homonymes, voir Licinius.
Licinius est le neuvième évêque de Tours, au VIe siècle. 

## Biographie
Selon Grégoire de Tours, Licinius était un citoyen d'Angers qui, pour l'amour de Dieu, s'était rendu en Orient pour visiter les lieux saints. Après son pèlerinage, il devint abbé de Saint-Venant, puis fut élu en 507 à l'épiscopat, probablement après la victoire de Clovis sur les Wisigoths qui dominaient la région de Tours.
Licinius siégea douze ans, deux mois et vingt-cinq jours. Il mourut en 519 et fut enseveli dans la basilique de Saint-Martin.
Il eut pour successeur les burgondes Théodore et Procule.

### Source primaire
- Grégoire de Tours, Histoire des Francs, Livre X